# Aconitum angustifolium
Aconitum angustifolium là một loài thực vật có hoa trong họ Mao lương. Loài này được Bernh. ex Rchb. mô tả khoa học đầu tiên năm 1820.